# Salvia clinopodioides
Salvia clinopodioides là một loài thực vật có hoa trong họ Hoa môi. Loài này được Kunth miêu tả khoa học đầu tiên năm 1818.